# دیک اسمیت (بازیکن فوتبال)
دیک اسمیت (انگلیسی: Dick Smith (footballer)؛ – ۱۸ نوامبر ۱۹۰۹) یک بازیکن فوتبال بود.

## باشگاهی
از باشگاه‌هایی که در آن بازی کرده‌است می‌توان به باشگاه فوتبال بولتون واندررز و منچستر یونایتد اشاره کرد.